# رودري (لاعب كرة قدم)
رودري (بالإسبانية: Rodrigo Suárez Peña)‏ هو لاعب كرة قدم إسباني في مركز الوسط، ولد في 7 مارس 1986 في أوتررا في إسبانيا. لعب مع ريال بيتيس بي وريال بيتيس ونادي غوادالاخارا ونادي قرطاجنة.

## وصلات خارجية
- رودري (لاعب كرة قدم) على موقع قاعدة بيانات كرة القدم.إي يو (الإنجليزية)
- رودري (لاعب كرة قدم) على موقع Soccerway.com (الإنجليزية)